# Gouvernement de Bakou
1846 (1859) – Début des années 1920
Entités précédentes :
- Gouvernement de Chemakha

Entités suivantes :
- Commune de Bakou

Le gouvernement de Bakou (en russe : Бакинская губернія) est un gouvernement de l'Empire russe correspondant à l'est de l'Azerbaïdjan actuel.

## Histoire
Ce gouvernement, faisant partie de la vice-royauté du Caucase, est établi en 1846 en tant que gouvernement de Chemakha, mais après le séisme de 1859, la capitale est transférée à Bakou et le gouvernement est renommé en conséquence. 
En 1868, des territoires lui sont retranchés au profit du nouveau gouvernement d'Elizavetpol. 
Après l'indépendance de la République démocratique d'Azerbaïdjan, le gouvernement général de Lankaran en est détaché. Le gouvernement est aboli au début des années 1920.

## Subdivisions administratives
Le gouvernement compte six ouïezds :
- Bakou ;
- Kouba ;
- Chemakha ;
- Geokchai ;
- Djevat ;
- Lenkoran.

## Population
Selon le recensement de 1897, la population totale du gouvernement s'élève à 789 659 habitants.